# 崔建邦
崔建邦（英語：Amigo Choi Kin Pong，1979年5月8日—）（韓語：최건방），中韓混血兒，曾為香港無綫電視經理人合約男藝員，並主要擔任無綫電視節目的主持。他在加入無綫電視之前，曾在香港電台及新城電台擔任DJ。他曾習西洋拳，拜拳總主席徐家傑為師，參加新人賽贏得冠軍。他養了一隻狗，叫做武藏。

## 經歷
崔建邦的祖父生於韓國，因做生意來到香港定居；由父親的一代開始，崔家已差不多是典型香港人。他成為藝員前，生活並不如意，1991年畢業於聖方濟各英文小學（在校時與王宗堯為同班同學），後入讀東華三院張明添中學（1991年至1995年中一至中三，因留級一年而與姚子羚成為同班同學）參加兩次香港中學會考（1997年及1998年）都失敗，畢業後淪為雙失青年，沒有固定工作，曾做過髮型屋洗頭仔、書展散工、進念舞台劇幕後工作人員、旅行社領隊等。後來在香港電台做兼職製作助理，認識當時以藝名韋家晴做節目的陳志雲，於是有加入無綫的機會。
他憑口才優異的主持風格，於2007年的萬千星輝頒獎典禮中獲得飛躍進步男藝員大獎，成為TVB當紅的金牌主持之一。
在TVB初期因與唐詩詠合作主持節目《K-100》而相戀，拍拖多年後因男方多番傳出緋聞而分手。2009年12月涉嫌襲擊緋聞女友鄺敏慧，因負面新聞影響形象，主動與無綫解約。崔建邦事業失意期間，前女友唐詩詠多次公開表示支持，二人也多番被拍到同車。於2011年6月，自薦重返TVB，任職助理編導及節目主持。2012年重新獲得主持大型節目機會，重返一線主持行列。
2018年他的新女友於大嶼山一間直資國際學校擔任英文科主任。

## 爭議
2010年10月26日駕車至將軍澳警方設置的路障，因接受酒精測試超標被捕。判罰款六千元及停牌九個月，並必須完成駕駛改進課程。

## 演出作品

### 節目主持（無綫電視）
- 翡翠音樂幹線（2003）
- K-100（與唐詩詠、劉綽琪主持）（2003-2005）
- 醫道小百科（2005）
- 勁歌金曲（2005年-2007年9月、2008年1月-2009年12月19日、2011年1月9日、2012年11月10日-2013年4月6日、2021年3月6日、2022年8月13日-2022年9月24日、2022年10月9日-）
- 萬千星輝賀台慶（2005-2009，2012至今）
- 愛牙天使護齒好開始（2006）（與唐詩詠情侶檔主持）
- 勇闖玉珠峰（2007）
- 事必關己（2007-2008）
- 再會歡樂今宵（2007）
- My Name Is 邦（2009至2010年1月）
- 無間音樂
- 音樂潮@GIV
- 娛樂直播
- 東張西望
- 十大勁歌金曲頒獎典禮（2005-2008，2011至2016）
- 香港小姐競選
- 超級巨聲（第13集客席主持）
- 飛虎終極任務（與陳倩揚主持，2012）
- 星夢傳奇
- 保良金馬賀新春
- 女皇的盛宴（2014）
- 保良金羊慶新春
- 過節（2015）
- 雞年唱旺報新春（2017）
- 我的志願（2017）
- 深夜美食團（2018）
- 深夜美食團 真的愛我媽（2018）
- 2018 TVB影視展星勢（2018）
- TVB 50+1周年再出發（2018）
- 歡樂滿東華（2018）
- 富貴金豬賀肥年（2019）
- 我的寵物+我的寵物夏日反斗嘉年華（2019）
- 今日VIP（2019-2020）
- 善心滿東華2019
- 諸朋好友（2020）
- 歡樂滿東華（2020）
- 諸朋好友萬千星輝夜（2021）
- 勁歌金曲 懷念唐奕聰
- 明星運動會
- 勁歌43年情．讓音樂高飛（2023）
- 歡樂滿東華2023（2023）
- 博愛歡樂傳萬家（2024）

### 電視劇（無綫電視）
- 女人俱樂部 飾 潘俊傑（少年）（2014）
- 跳躍生命線 飾 羅應佳（2018）
- 兄弟 飾 羅基（2018）
- 伙記辦大事 飾 許天翔（2021）
- 新聞女王 飾 吳寶榮（2023）

### 其他主持
- 2005年度SINA Music樂壇民意指數頒獎禮
- 2006年度SINA Music樂壇民意指數頒獎禮
- 2007年度溫哥華華裔小姐競選
- 2008年度紐約華裔小姐選美決賽 特別嘉賓司儀

### 歌曲
- 正義虎將（2005）
- 變身戰士（2005）
- 波追人（寄調 《傷追人》古巨基）（林敏驄把此曲重填，於2006世界盃特別版勁歌金曲演唱）（2006）
- 第18屆CASH流行曲創作大賽（2006）牛郎織女（合唱）（曲、詞：Sandy Chan，女聲主唱：姚子羚）

## 外部連結
- 3周刊 第336期：打到嚟 崔建邦
- 崔建邦 Instagram（页面存档备份，存于）
- 打女人、無牌駕駛形象插水 無綫炒崔建邦（页面存档备份，存于）